# The Man (Taylor Swift)
"The Man" is een nummer van de Amerikaanse zangeres Taylor Swift. Het nummer staat op haar zevende studioalbum Lover en werd eind januari 2020 uitgegeven als de vierde single van dit album. Het nummer gaat over Swifts ervaringen met seksisme en hoe haar leven eruit zou zien als ze een man was geweest.

## Achtergrond
Swift schreef en produceerde "The Man" samen met Joel Little, met wie ze ook drie andere tracks op Lover schreef en produceerde. In het septembernummer van 2019 van Vogue sprak Swift voor het eerst over het nummer. Ze beschreef het nummer als een gedachte-experiment over hoe mensen haar zouden zien als ze een man was geweest. Ook onthulde ze de eerste lyrics in dit interview.

## Videoclip
Op 7 februari 2020 verscheen een geanimeerde lyrics video voor "The Man". In de video is een vrouw te zien die vooruit probeert te komen in stad vol doolhoven en trappen die nergens leiden. Pas wanneer ze aan het eind van de video hulp krijgt van de andere vrouw komt ze vooruit. Dit impliceert dat vrouwen pas echt vooruit komen en succes hebben wanneer ze elkaar helpen.
De echte videoclip van "The Man" verscheen een paar weken later. Deze satirische clip volgt een typisch mannelijke en chauvinistische versie van Swift ("Tyler Swift") die zich vreselijk gedraagt maar daar niet op wordt aangesproken. Zo strooit hij met geld, zit hij heel breed in de metro en doet hij aan wildplassen. Daarnaast krijgt deze versie van Swift complimentjes voor bijna niets, zoals het één keer omkijken naar zijn dochter. Met de clip probeert Swift dubbele standaarden in maatschappij aan de kaak te stellen omdat de meeste mensen hetzelfde niet zouden picken van een vrouw.
De videoclip bevat ook enkele Easter eggs. Wanneer "Tyler Swift" bijvoorbeeld wild plast, doet hij dat tegen een muur waar in graffiti de namen van al Swifts vorige albums zijn gespoten. Er hangt ook een poster waarop "Missing, if found return to Taylor Swift". Hiermee wordt verwezen naar Swifts conflict met haar oude platenlabel, Big Machine Records. Swift wilde namelijk graag haar masteropnames overkopen toen ze daar weg ging maar kreeg daar niet te kans voor. Daardoor werden haar masteropnames verkocht aan het bedrijf van Scooter Braun, wat Swift beschreef als haar "ergste nachtmerrie". Er is in deze scene ook een bord te zien dat zegt "scooters niet toegestaan". Ook dat verwijst naar Swifts conflict met haar platenlabel. Verder is er in de clip een poster te zien van de documentaire over Swift, Miss Americana, maar dan met "Tyler Swift" en genaamd Mr. Americana. Ook wordt er verwezen naar een incident waarbij Serena Williams ruzie kreeg met een van de scheidsrechters.
Aan het eind van de videoclip is te zien hoe "Tyler Swift" de regisseur (gespeeld door Swift zelf) om feedback vraagt over zijn acteerwerk. Swift vraag hem dan om "sexier" en "more likeable" te zien, iets wat vaak van vrouwelijke artiesten wordt gevraagd. Daarna wordt onhult dat "Tyler Swift" door Swift zelf gespeeld werd en dat Swift zowel regisseur, schrijver, bedenken en eigenaar van de clip is. De stem van "Tyler Swift" wordt gedaan door Dwayne 'The Rock' Johnson. Daarnaast spelen TikTok sterren Loren Gray, Dominic Toliver en Jayden Bartels en Swifts vader in de clip.

## Prijzen en nominaties
De videoclip van "The Man" werd genomineerd voor drie MTV Video Music Awards in 2020. Daarvan won Swift er één, namelijk voor beste regie. Hiermee werd Swift de eerste vrouwelijke solo artiest die deze VMA won. De videoclip werd ook genomineerd voor de MTV Europe Music Award voor beste video, maar won deze niet.

## Uitvoeringen en andere versies
Swift speelde "The Man" bij haar City of Lover concert in Parijs. Deze akoestische versie werd in februari 2020 uitgebracht als single. Daarnaast trad Swift met "The Man" op bij haar Tiny Desk concert en was het onderdeel van de medley die ze ten gehore bracht de American Music Awards van 2019.

## Hitnoteringen
"The Man" behaalde de 21e plek in de Billboard Hot 100 in de Verenigde Staten. Daarnaast haalde het de Top 40 in verschillende landen waaronder het Verenigd Koninkrijk, Australië, Ierland, Singapore en Maleisië. In Nederland behaalde "The Man" de 62ste plek in de Single Top 100, maar niet in de Top 40. In Vlaanderen kwam "The Man" niet verder dan de Ultratips.

### NederlandseSingle Top 100
| Hitnotering: (Week 1 en 2) 31-08-2019 t/m 07-09-2019 | Hitnotering: (Week 1 en 2) 31-08-2019 t/m 07-09-2019 | Hitnotering: (Week 1 en 2) 31-08-2019 t/m 07-09-2019 | Hitnotering: (Week 1 en 2) 31-08-2019 t/m 07-09-2019 |
| Week:                                                | 1                                                    | 2                                                    |                                                      |
| ---------------------------------------------------- | ---------------------------------------------------- | ---------------------------------------------------- | ---------------------------------------------------- |
| Positie:                                             | 62                                                   | 90                                                   | uit                                                  |